# Троїцький міст (Москва)
55°45′08″ пн. ш. 37°36′49″ сх. д. / 55.752222222222° пн. ш. 37.613611111111° сх. д.

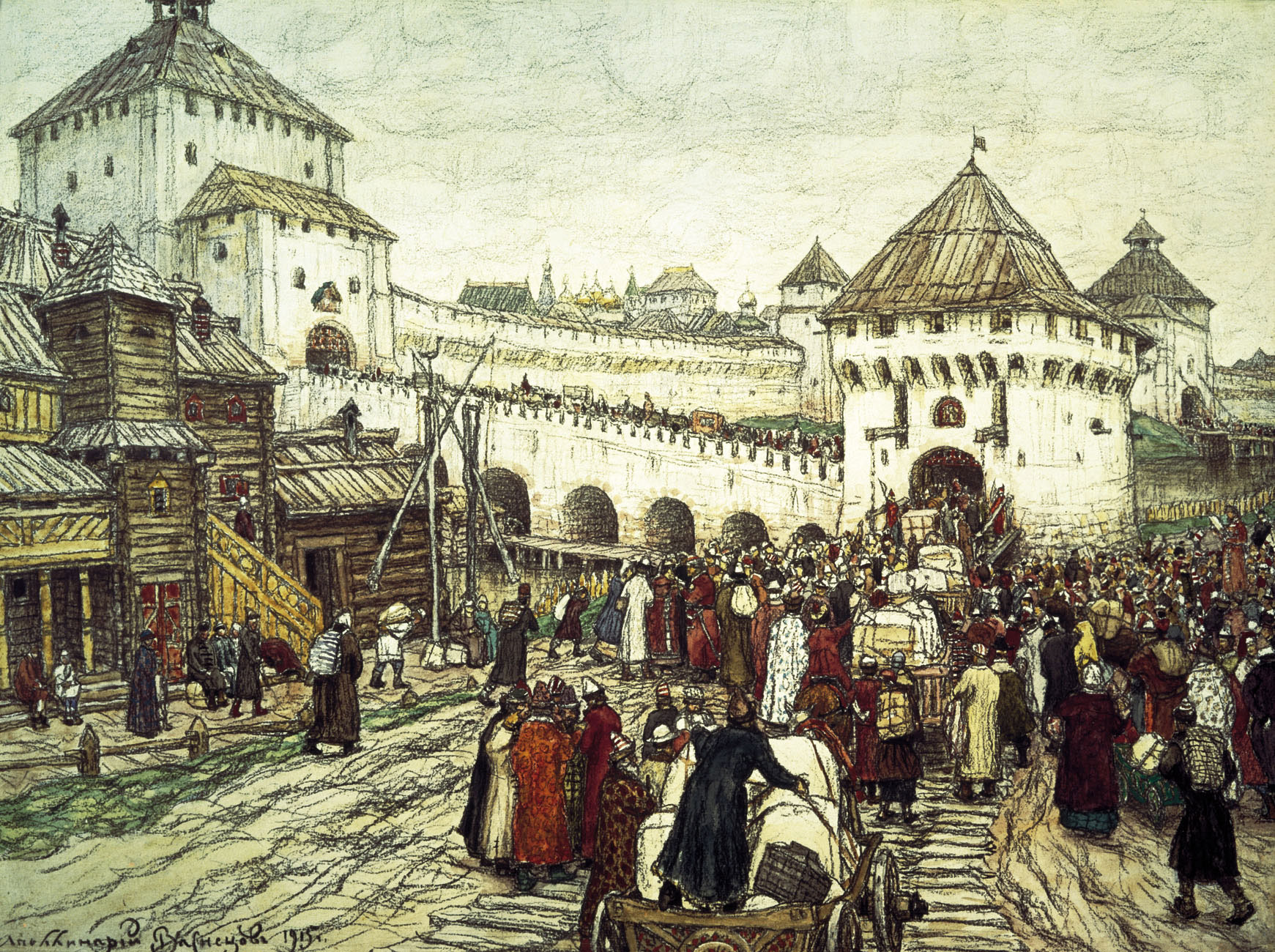
«В облогове сидіння. Троїцький міст і вежа Кутафья»
А. М. Васнецов, 1915

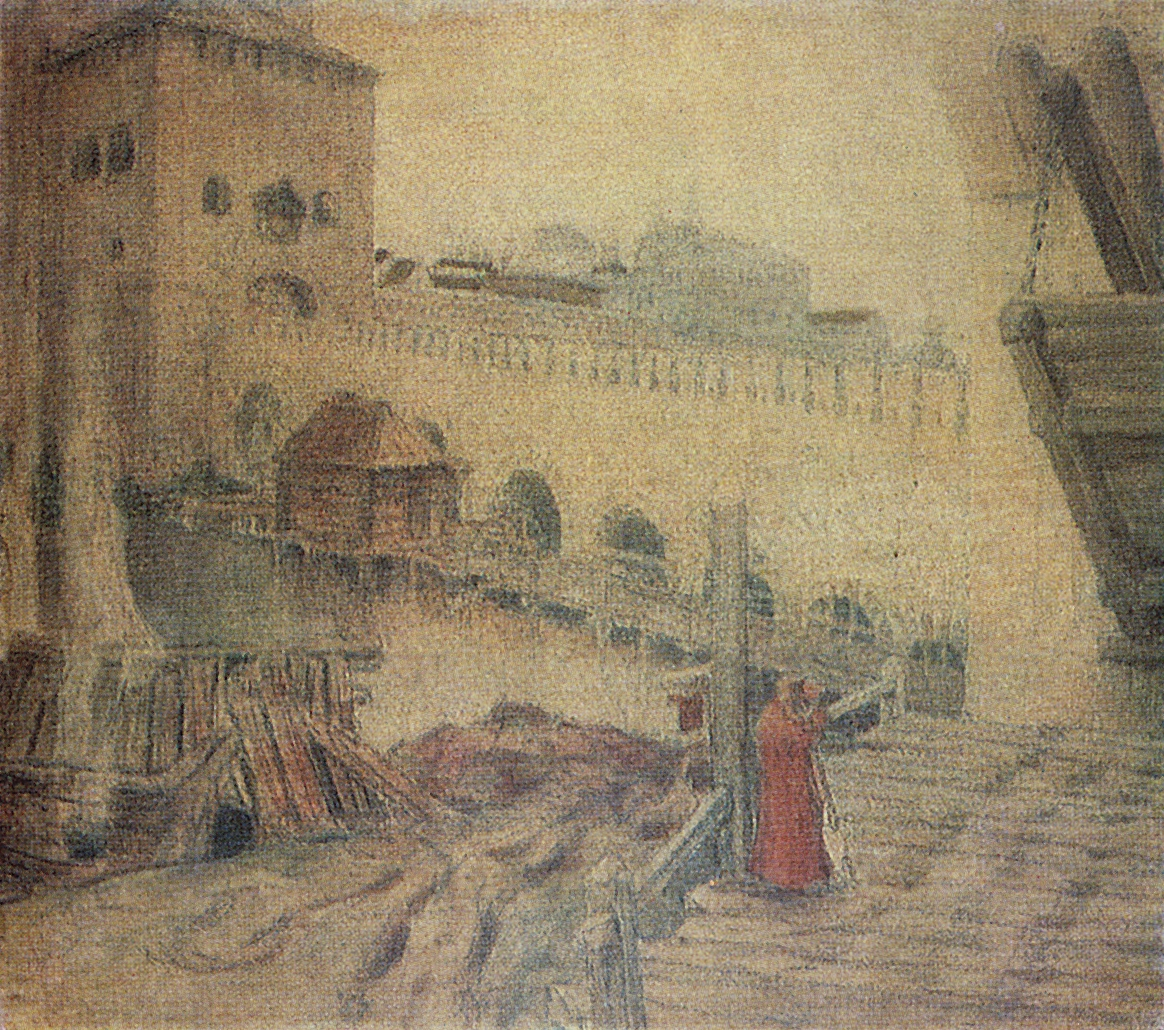
«Троїцький міст біля вежі Кутафья і підйомний міст» А. М. Васнецов

Троїцький (Ризоположенський) міст — один з найстаріших кам'яних мостів у Москві через річку Неглинну і єдиний вцілілий до нашого часу, він сполучає Кутаф'ю і Троїцьку вежі Московського Кремля.

## Історія
На думку історика Москви І. Забєліна, перший кам'яний Троїцький міст, ймовірно, був побудований вже в 1367 році, одночасно із зведенням кам'яних стін Кремля. У документах 1475 згадується як великий кам'яний міст.
Дев'ятипролітний цегляний міст був споруджений в 1516 році за проектом італійського архітектора Алевіза Фрязіна приблизно в один час з основним комплексом споруд сучасного Кремля. Називався він тоді Ризоположенський, за тодішньою назвою Троїцьких воріт.
Деякі прольоти мосту були непроточними і створювали дамбу на річці Неглинна, тому вище Троїцького мосту знаходився ставок (аналогічно, вище за течією знаходився ставок, створений дамбою біля Воскресенського моста). Загати на річці Неглинна використовувалися у фортифікаційних цілях.
Троїцький міст з'єднував район Кремля з торговим і ремісничим Білим городом за річкою Неглинною — «Занеглименням». Парадний шлях через міст всередину Кремля вів до Патріарших палат і до покоїв цариці і царівен (Золота Царицина палата); з Кремля дорога через міст вела на північний захід — по Волоцькій (Волоколамській) і захід — Смоленській дорогах.
«На цьому мості 30 квітня 1598 зустрінутий був духовенством, синклітом, воїнством і всіма громадянами обраний на царство Борис Годунов».
У XVI—XVIII століттях поблизу Троїцького мосту розташовувалася велика кількість крамниць.
У XVII столітті міст мав дерев'яну підйомну частину. Наприкінці XVIII століття аж до моста побудували набережні, які в 1817—1823 роках розібрали і біля стін Кремля розбили сад і зберегли ставки. У цей час міст мав 13 прольотів.
Після пожежі 1812 року була проведена реконструкція всієї території, прилеглої до Кремля, під керівництвом архітектора Й. Бове. Річка Неглинна була перекрита склепінням, у результаті Троїцький міст втратив своє колишнє призначення і опинився в центрі Олександрівського саду, проте як і раніше, становить частину шляху в Кремль через Троїцькі ворота.
При влаштуванні Олександрівського саду до Троїцького мосту прибудували пологі сходи і сходи для проходу з мосту в сад.
Троїцький міст неодноразово перебудовувався. Близько 1793 були викладені склепіння над арочними прорізами і зроблені інші зміни. У 1876 році міст був реставрований. А в 1901 році заново перебудований, після чого набув сучасного вигляду. При цьому заклали всі арки, крім центральної, сходи та сходи зламали і по мостовому парапету поставили дворогі зубці. У 1975 році міст відреставрували і звільнили його південно—західний фасад від прибудови.
Великі реставраційні роботи були проведені в 70-х роках XX століття, а також в 2000 році.